# Estación Mburucuyá
Mburucuyá es una estación ferroviaria ubicada en la localidad del mismo nombre en el departamento homónimo de la Provincia de Corrientes, República Argentina. 

## Servicios
Se encuentra precedida por el Apeadero Gauna.